# Prends 10 000 balles et casse-toi
Pour plus de détails, voir Fiche technique et Distribution.
Prends 10 000 balles et casse-toi est un film algéro-français réalisé par Mahmoud Zemmouri, sorti en 1982.

## Synopsis
Après la promulgation de la loi sur le retour des immigrés dans leurs pays d'origine, une famille algérienne décide de rentrer au pays. Les deux enfants de la famille, Fifi et Mus, vont semer la zizanie dans le village.

## Fiche technique
- Titre : Prends 10 000 balles et casse-toi
- Réalisation : Mahmoud Zemmouri
- Scénario : Mahmoud Zemmouri
- Montage : Youcef Tobni
- Société de production : Fennec Productions
- Pays de production : Algérie et France
- Langues originales : français, arabe
- Format : Couleurs - 1,85:1
- Genre : Comédie dramatique
- Durée : 90 minutes
- Date de sortie : 
  - Algérie : 1982
  - France : 17 mars 1982

## Distribution
- Fatiha Fawzi : Fifi
- Yves Neff : Mus Travolta
- Sir Lechea : Aïssa
- Mostefa Stiti : Lounès, le père
- Annie Rousset : Djouher, la mère
- El Hadja : Aïcha, la grand-mère
- Kader Kader : Bachir
- Mazouz Ould-Abderrahmane : Mokhnane
- Mustapha El Anka : Si Tayeb
- Fatiha Chriette
- Hubert Deschamps

## Distinctions

### Récompenses
- Prix La Chance de Cannes pour Mahmoud Zemmouri.

### Nominations
- Nomination Gold Hugo au Festival international du film de Chicago pour le meilleur film.